# Sylviorthorhynchus
Sylviorthorhynchus is een geslacht van zangvogels uit de familie ovenvogels (Furnariidae). Er zijn twee soorten:
- Sylviorthorhynchus desmurii  – Nandoesluiper
- Sylviorthorhynchus yanacensis  – Bruine meesstekelstaart